# Gmina Ekerö
Gmina Ekerö (szw. Ekerö kommun) – gmina w Szwecji, położona w regionie administracyjnym (län) Sztokholm. Siedzibą władz gminy (centralort) jest Ekerö.

## Geografia

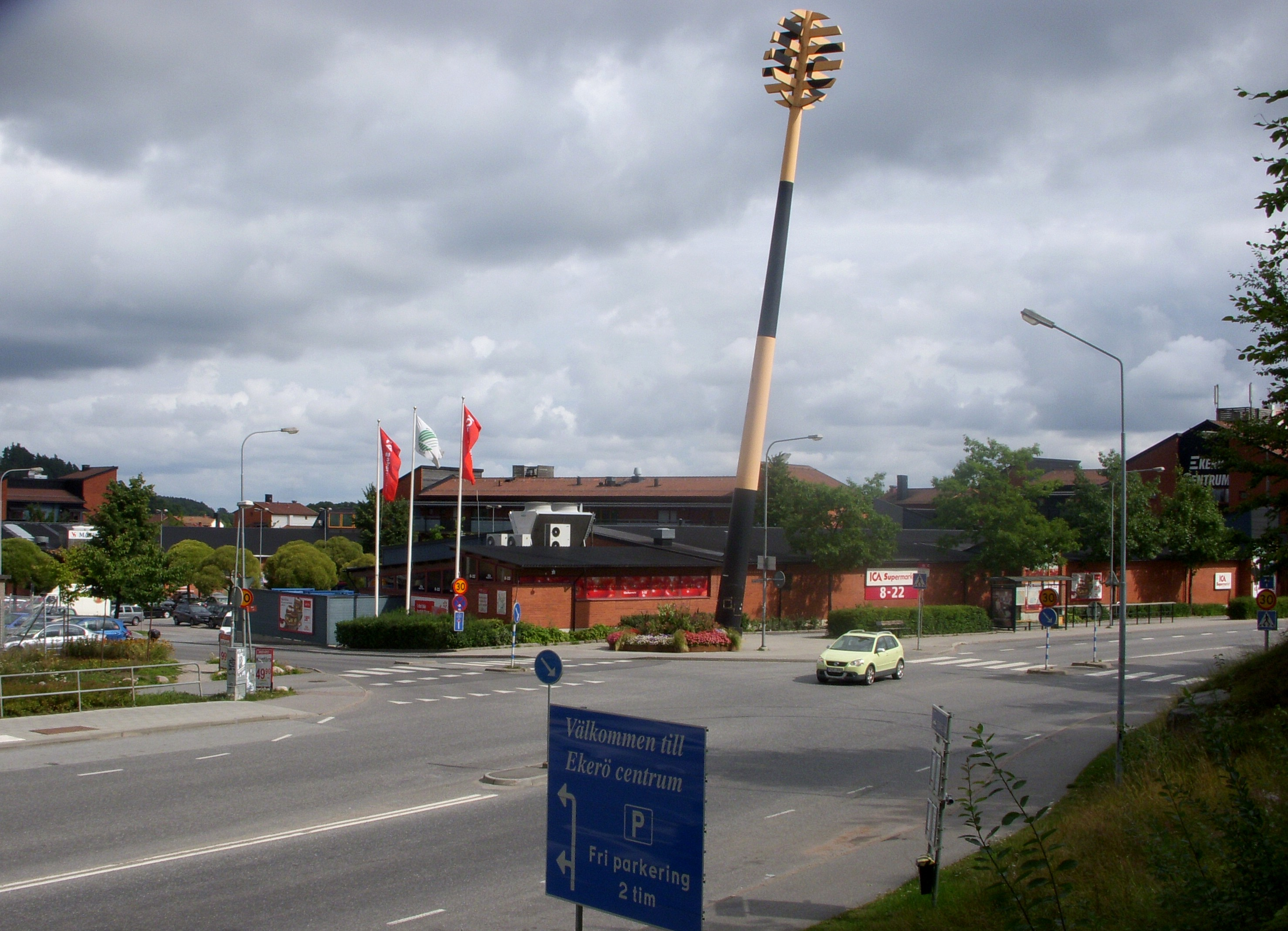
Ekerö centrum (2008)

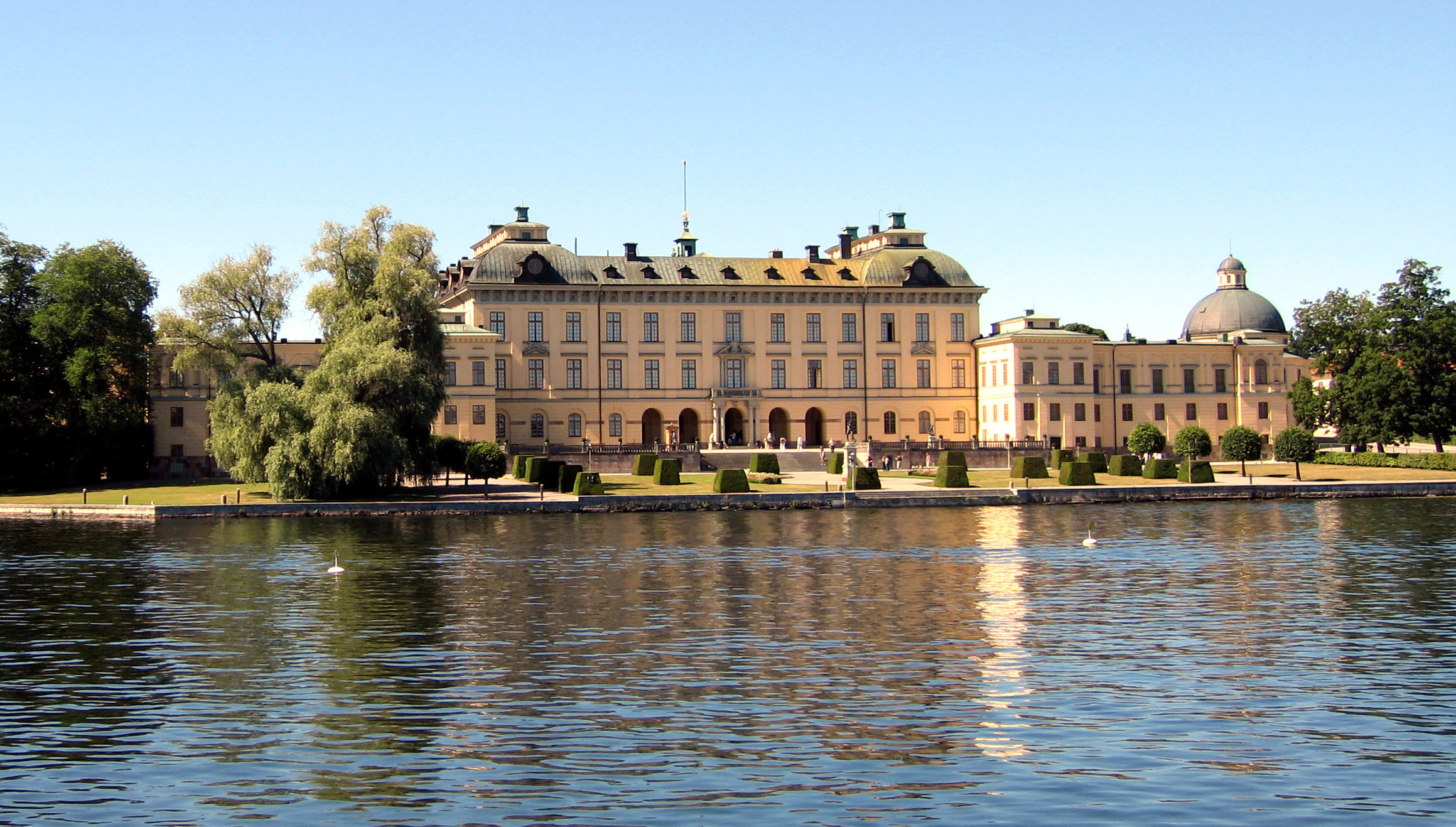
Rezydencja królewska Drottningholm

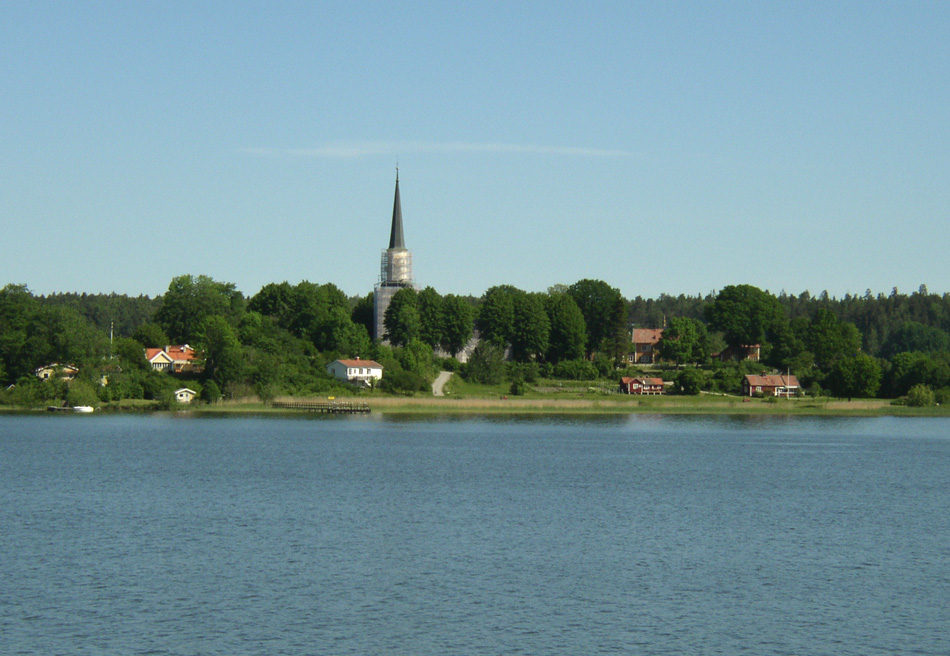
Widok na kościół Ekerö (Ekerö kyrka) na wyspie Ekerön

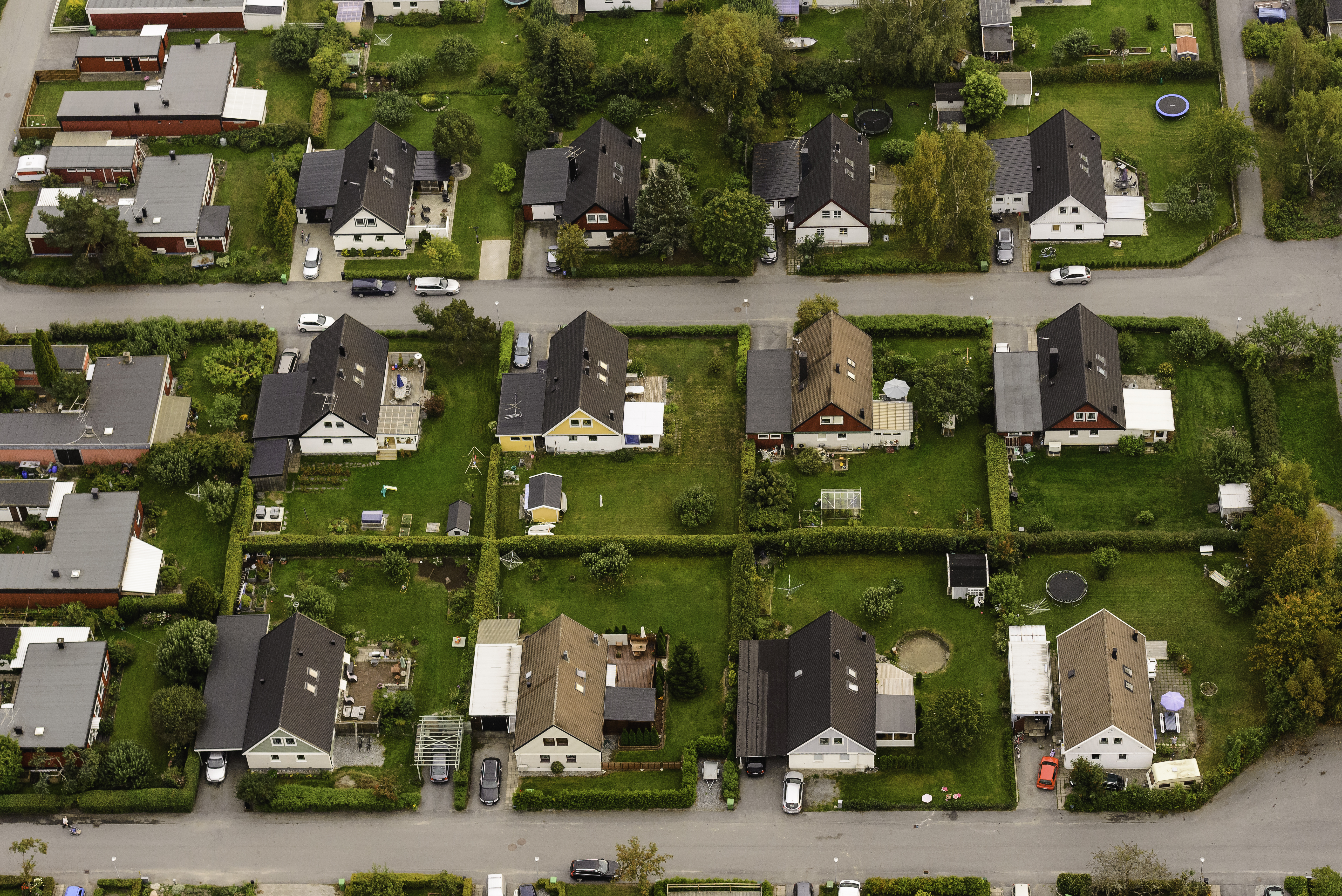
Stenhamra (2014)

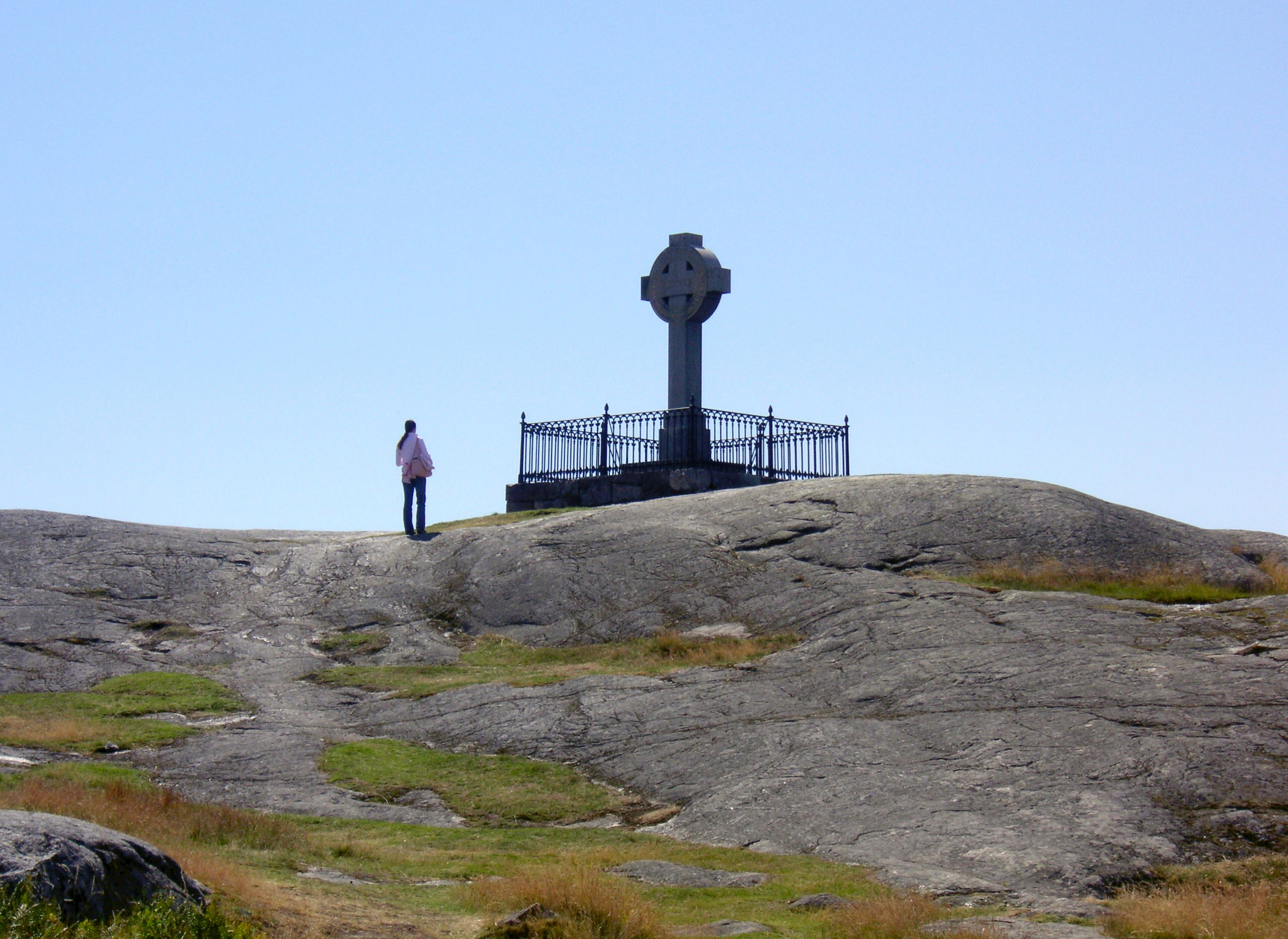
Ansgarkorset (Birka na wyspie Björkö)

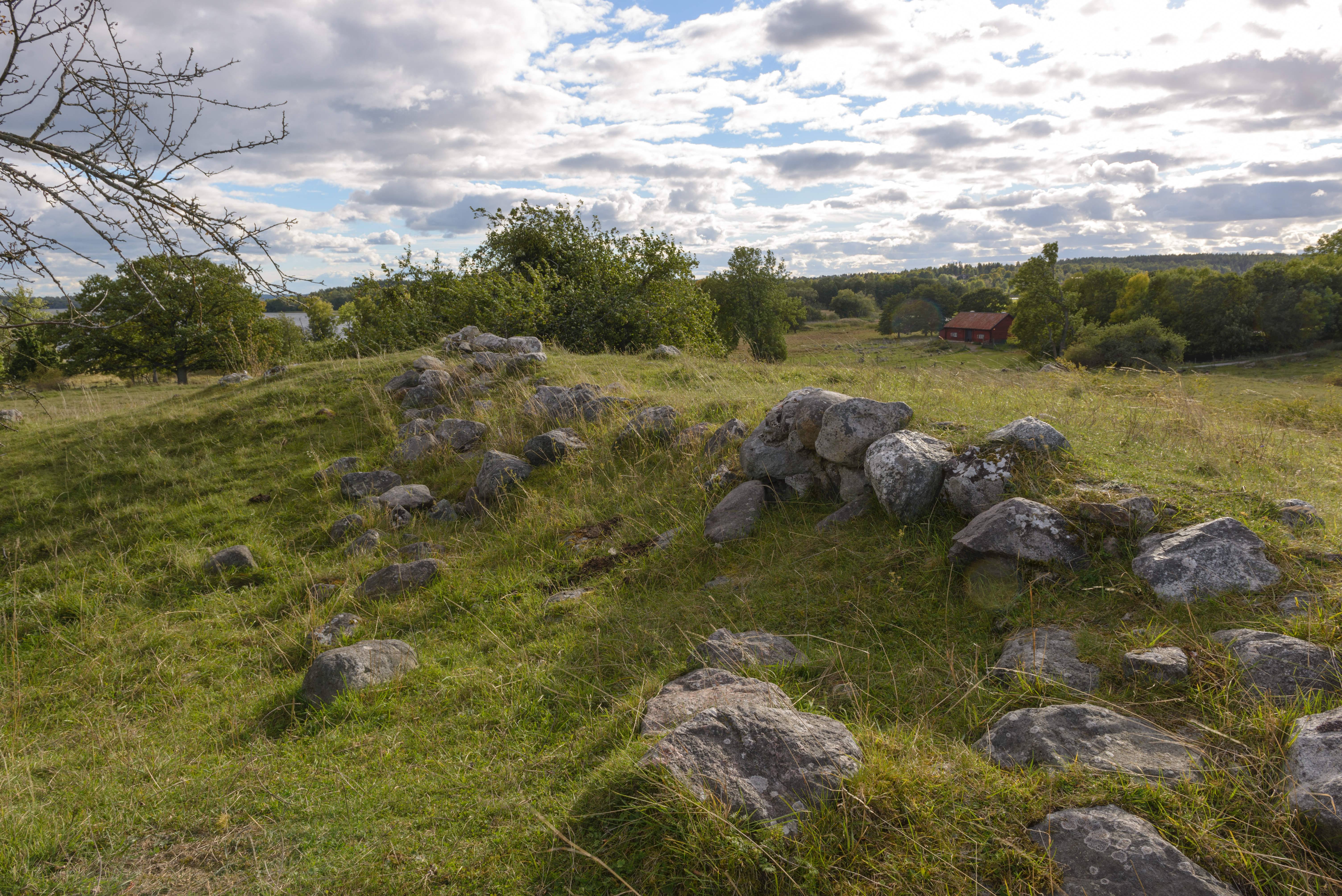
Ruiny średniowiecznego zamku Alsnö hus na wyspie Adelsö

Gmina Ekerö jest położona w prowincji historycznej (landskap) Uppland i obejmuje 178 wysp i wysepek, z których 11 jest zamieszkanych, we wschodniej części jeziora Melar (na zachód od Sztokholmu). Graniczy z gminami (przez wody jeziora Melar w kolejności od kierunku północnego):
- Enköping
- Upplands-Bro
- Järfälla
- Sztokholm (dzielnice: Hässelby-Vällingby, Bromma, Hägersten-Liljeholmen i Skärholmen)
- Botkyrka
- Salem
- Södertälje
- Strängnäs

Według definicji Statistiska centralbyrån (SCB) gmina zaliczana jest do obszaru metropolitalnego Sztokholmu (Stor-Stockholm; pol. „Wielki Sztokholm”).

### Powierzchnia
Według danych pochodzących z 2016 r. całkowita powierzchnia gminy wynosi łącznie 384,53 km² (219. pod względem powierzchni z 290 gmin Szwecji), z czego:
- 217,46 km² stanowi ląd
- 165,91 km² wody jeziora Melar
- 1,16 km² pozostałe wody śródlądowe[3].

## Demografia
31 grudnia 2015 r. gmina Ekerö liczyła 26 984 mieszkańców (92. pod względem zaludnienia), gęstość zaludnienia wynosiła 124,08 mieszkańców na km² (45. pod względem gęstości zaludnienia).
Struktura demograficzna (1 listopada 2015):
| Opis                              | Ogółem     | Ogółem     | Kobiety    | Kobiety    | Mężczyźni  | Mężczyźni  |
| --------------------------------- | ---------- | ---------- | ---------- | ---------- | ---------- | ---------- |
| jednostka                         | osób       | %          | osób       | %          | osób       | %          |
| populacja                         | 26 915     | 100        | 13 391     | 49,75      | 13 524     | 50,25      |
| powierzchnia                      | 384,53 km² | 384,53 km² | 384,53 km² | 384,53 km² | 384,53 km² | 384,53 km² |
| gęstość zaludnienia [mieszk./km²] | 123,77     | 123,77     |            |            |            |            |

## Miejscowości
Miejscowości (tätort) gminy Ekerö (2010):
| Lp. | Miejscowość      | Liczba ludności |
| --- | ---------------- | --------------- |
| 1   | Ekerö            | 10 907          |
| 2   | Stenhamra        | 3 336           |
| 3   | Älvnäs           | 601             |
| 4   | Ekerö sommarstad | 544             |
| 5   | Parksidan        | 494             |
| 6   | Kungsberga       | 406             |
| 7   | Drottningholm    | 398             |
| 8   | Solsidan         | 349             |
| 9   | Sundby           | 270             |
| 10  | Ölsta            | 267             |
| 11  | Tureholm         | 260             |
| 12  | Söderby          | 250             |
| 13  | Lilla Stenby     | 244             |
| 14  | Lurudden         | 205             |

## Wybory
Wyniki wyborów do rady gminy Ekerö (kommunfullmäktige) 2014 r.:
|  | Partia                        | Liczba głosów | Zmiana liczby głosów | Procent głosów | Zmiana % | Uzyskane mandaty | Zmiana liczby mandatów |
|  | ----------------------------- | ------------- | -------------------- | -------------- | -------- | ---------------- | ---------------------- |
|  | Moderaterna                   | 6477          | –504                 | 37,89          | –5,50    | 16               | –2                     |
|  | Centerpartiet                 | 1037          | +353                 | 6,07           | +1,82    | 3                | +1                     |
|  | Folkpartiet                   | 1350          | –291                 | 7,90           | –2,30    | 3                | –1                     |
|  | Kristdemokraterna             | 1025          | +191                 | 6,00           | +0,81    | 2                | ±0                     |
|  | Socialdemokraterna            | 2593          | +583                 | 15,17          | +2,68    | 6                | +1                     |
|  | Vänsterpartiet                | 415           | +80                  | 2,43           | +0,35    | 1                | ±0                     |
|  | Miljöpartiet                  | 1951          | +392                 | 11,41          | +1,72    | 5                | +1                     |
|  | Sverigedemokraterna           | 867           | +506                 | 5,07           | +2,83    | 2                | +1                     |
|  | Feministiskt initiativ        | 50            | +50                  | 0,29           | +0,29    | 0                | –                      |
|  | Öpartiet                      | 1240          | –427                 | 7,25           | –3,11    | 3                | –1                     |
|  | Pozostałe partie              | 87            | +71                  | 0,51           | +0,41    | 0                | –                      |
|  | Razem (frekwencja 88,33%)     | 16 088        |                      | 100,0          |          | 41               | ±0                     |
|  | Źródło: Valmyndigheten (szw.) |               |                      |                |          |                  |                        |

## Współpraca zagraniczna
Miasta partnerskie gminy Ekerö:
- Otepää, Estonia